# Eccellenza Calabria 2020-2021
Il campionato italiano di calcio di Eccellenza regionale 2020-2021 è stato il trentesimo organizzato in Italia. Rappresenta il quinto livello del calcio italiano.
È composto da un girone di 18 squadre, organizzato dal Comitato Regionale della regione Calabria.

## Squadre partecipanti
| Club                             | Città                                                   | Stadio                                | Stagione precedente                |
| -------------------------------- | ------------------------------------------------------- | ------------------------------------- | ---------------------------------- |
| A.S.D. Belvedere 1963            | Belvedere Marittimo (CS)                                | Stadio Ottavio Scarcello              | 1º posto in Promozione/A           |
| A.S.D. Boca Nuova Melito Admo    | Reggio Calabria (Bocale) e Melito di Porto Salvo (RC)   | Stadio Campoli                        | 10º posto in Eccellenza            |
| A.S.D. Bovalinese                | Bovalino (RC)                                           | Stadio Lollò Cartisano                | 14º posto in Eccellenza            |
| A.S.D. Corigliano Calabro        | Corigliano Calabro, frazione di Corigliano-Rossano (CS) | Stadio Città di Corigliano            | 15º posto in Serie D/I, retrocessa |
| A.S.D. Cotronei 1994             | Cotronei (KR)                                           | Stadio Salvatore Baffa                | 15º posto in Eccellenza            |
| A.S.D. Gallico Catona 2018       | Reggio Calabria (Gallico e Catona)                      | Stadio Giuseppe Lopresti              | 11º posto in Eccellenza            |
| F.C. Isola Capo Rizzuto          | Isola Capo Rizzuto (KR)                                 | Stadio Sant'Antonio                   | 7º posto in Eccellenza             |
| A.C. Locri 1909                  | Locri (RC)                                              | Stadio Barone Giuseppe Raffaele Macrì | 8º posto in Eccellenza             |
| A.C.D. Morrone                   | Cosenza                                                 | Centro sportivo Morrone               | 6º posto in Eccellenza             |
| U.S. Palmese A.S.D.              | Palmi (RC)                                              | Stadio Giuseppe Lopresti              | 18º posto in Serie D/I, retrocessa |
| U.S.D. Paolana                   | Paola (CS)                                              | Stadio Eugenio Tarsitano              | 12º posto in Eccellenza            |
| A.S.D. ReggioMediterranea        | Reggio Calabria (Ravagnese)                             | Stadio Parco Longhi Bovetto           | 2º posto in Eccellenza             |
| A.S.D. Sambiase Lamezia 1923     | Sambiase di Lamezia Terme (CZ)                          | Stadio Gianni Renda                   | 5º posto in Eccellenza             |
| U.S.D. Scalea Calcio 1912        | Scalea (CS)                                             | Stadio Domenico Longobucco            | 9º posto in Eccellenza             |
| A.S.D. Sersale Calcio 1975       | Sersale (CZ)                                            | Stadio Ferrarizzi                     | 4º posto in Eccellenza             |
| A.G.S.D. Soriano 2010            | Soriano Calabro (VV)                                    | Stadio Alexandra Primerano            | 13º posto in Eccellenza            |
| A.S.D. Stilese Alfonso Tassone   | Stilo (RC)                                              | Stadio Guido Mesiti                   | 1º posto in Promozione/B           |
| A.S.D. Vigor Lamezia Calcio 1919 | Lamezia Terme (CZ)                                      | Stadio Guido D'Ippolito               | 3º posto in Eccellenza             |

## Classifica
|  | Pos. | Squadra                | Pt | G | V | N | P | GF | GS | DR  |
|  | ---- | ---------------------- | -- | - | - | - | - | -- | -- | --- |
|  | 1.   | Locri                  | 15 | 5 | 5 | 0 | 0 | 12 | 2  | +10 |
|  | 2.   | Sambiase               | 13 | 6 | 4 | 1 | 1 | 14 | 6  | +8  |
|  | 3.   | Scalea                 | 11 | 5 | 3 | 2 | 0 | 7  | 1  | +6  |
|  | 4.   | Reggiomediterranea     | 11 | 5 | 3 | 2 | 0 | 11 | 5  | +6  |
|  | 5.   | Soriano                | 11 | 6 | 3 | 2 | 1 | 7  | 3  | +4  |
|  | 6.   | Isola Capo Rizzuto     | 8  | 5 | 2 | 2 | 1 | 6  | 4  | +2  |
|  | 7.   | Sersale                | 8  | 6 | 2 | 2 | 2 | 7  | 8  | -1  |
|  | 8.   | Vigor Lamezia          | 7  | 4 | 2 | 1 | 1 | 12 | 7  | +5  |
|  | 9.   | Morrone Cosenza        | 7  | 5 | 1 | 4 | 0 | 7  | 5  | +2  |
|  | 10.  | Stilese A. Tassone     | 7  | 6 | 2 | 1 | 3 | 10 | 13 | -3  |
|  | 11.  | Paolana                | 6  | 4 | 1 | 3 | 0 | 3  | 2  | +1  |
|  | 12.  | Cotronei               | 3  | 6 | 0 | 3 | 3 | 6  | 13 | -7  |
|  | 13.  | Belvedere              | 3  | 6 | 0 | 3 | 3 | 1  | 9  | -8  |
|  | 14.  | Boca Nuova Melito Admo | 2  | 4 | 0 | 2 | 2 | 2  | 6  | -4  |
|  | 15.  | Palmese (-1)           | 2  | 5 | 1 | 0 | 4 | 5  | 15 | -10 |
|  | 16.  | Gallico Catona         | 0  | 4 | 0 | 0 | 4 | 2  | 7  | -5  |
|  | 17.  | Bovalinese             | 0  | 0 | 0 | 4 | 2 | 3  | 9  | -6  |
|  | 18.  | Corigliano (-1)        | -1 | 2 | 0 | 0 | 2 | 0  | 12 | -12 |

Legenda:
      Promosso in Serie D.
      Retrocesso in Promozione Calabria.
Regolamento:
Tre punti a vittoria, uno a pareggio, zero a sconfitta.
In caso di arrivo di due o più squadre a pari punti, la graduatoria verrà stilata secondo la classifica avulsa tra le squadre interessate che prevede, in ordine, i seguenti criteri:
- Punti negli scontri diretti
- Differenza reti negli scontri diretti
- Differenza reti generale
- Reti realizzate in generale
- Sorteggio

Note:
- La Palmese sconta 1 punto di penalizzazione.
- Il Corigliano sconta 1 punto di penalizzazione.
- Il Corigliano viene escluso dal campionato dopo la seconda rinuncia.

## Risultati

### Tabellone
|                    | BEL  | BOC  | BOV  | COR  | COT  | GAL  | ICR  | LOC  | MOR  | PAL  | PAO  | REG  | SAM  | SCA | SER | SOR  | STI  | VIG  |
| ------------------ | ---- | ---- | ---- | ---- | ---- | ---- | ---- | ---- | ---- | ---- | ---- | ---- | ---- | --- | --- | ---- | ---- | ---- |
| Belvedere          | –––– | -    | -    | -    | -    | -    | -    | -    | -    | -    | 0-0  | -    | -    | -   | -   | -    | -    | -    |
| Boca Melito        | -    | –––– | -    | -    | -    | -    | -    | -    | -    | -    | -    | 0-1  | -    | -   | -   | -    | -    | -    |
| Bovalinese         | -    | -    | –––– | -    | -    | -    | 1-3  | -    | -    | -    | -    | -    | -    | -   | -   | -    | -    | -    |
| Corigliano         | -    | -    | -    | –––– | -    | -    | -    | -    | -    | 0-3  | -    | -    | -    | -   | -   | -    | -    | -    |
| Cotronei           | -    | -    | -    | -    | –––– | -    | -    | 1-3  | -    | -    | -    | -    | -    | -   | -   | -    | -    | -    |
| Gallico Catona     | -    | -    | -    | -    | -    | –––– | -    | -    | -    | -    | -    | -    | -    | -   | -   | -    | 0-1  | -    |
| Isola Capo Rizzuto | -    | -    | -    | -    | 1-1  | -    | –––– | -    | -    | -    | -    | -    | -    | -   | -   | -    | -    | -    |
| Locri              | 3-0  | -    | -    | -    | -    | -    | -    | –––– | -    | -    | -    | -    | -    | -   | -   | -    | -    | -    |
| Morrone            | -    | -    | -    | -    | -    | -    | -    | -    | –––– | -    | -    | -    | -    | 1-1 | -   | -    | -    | -    |
| Palmese            | -    | -    | -    | -    | -    | 3-1  | -    | -    | -    | –––– | -    | -    | -    | -   | -   | -    | -    | -    |
| Paolana            | -    | -    | -    | -    | -    | -    | -    | -    | -    | -    | –––– | -    | -    | -   | 1-1 | -    | -    | -    |
| ReggioMediterranea | -    | -    | -    | -    | -    | -    | -    | -    | -    | -    | -    | –––– | 2-1  | -   | -   | -    | -    | -    |
| Sambiase           | -    | -    | -    | -    | -    | -    | -    | -    | -    | -    | -    | -    | –––– | -   | -   | 2-0  | -    | -    |
| Scalea             | -    | -    | 1-0  | -    | -    | -    | -    | -    | -    | -    | -    | -    | -    | -   | -   | -    | -    | -    |
| Sersale            | -    | -    | -    | -    | -    | -    | -    | -    | -    | -    | -    | -    | -    | -   | -   | -    | -    | 4-1  |
| Soriano            | -    | -    | -    | -    | -    | -    | -    | -    | 0-0  | -    | -    | -    | -    | -   | -   | –––– | -    | -    |
| Stilese A. Tassone | -    | 1-1  | -    | -    | -    | -    | -    | -    | -    | -    | -    | -    | -    | -   | -   | -    | –––– | -    |
| Vigor Lamezia      | -    | -    | -    | 9-0  | -    | -    | -    | -    | -    | 7-0  | -    | -    | -    | -   | -   | -    | -    | –––– |

## Ripresa in primavera e nuovo Format
A marzo 2021 il Comitato Regionale rende note le modalità di ripresa con il nuovo format. Le società possono scegliere se riprendere oppure terminare la stagione; in ogni caso non ci saranno retrocessioni in Promozione.
Dopo le adesioni si forma un girone comprensivo di otto squadre, con partite di sola andata. Al termine della regular season, tutte le squadre si affronteranno in una fase play-off, articolata in quarti di finale, semifinali e finale. La squadra vincitrice della fase play-off sarà promossa in Serie D 2021-2022.
La partenza della regular season è fissata per l’11 aprile, l'ultima giornata, invece, per il 23 maggio. I play-off iniziano il 30 maggio e si concludono il 13 giugno.

### Girone Unico
|  | Pos. | Squadra            | Pt | G | V | N | P | GF | GS | DR |
|  | ---- | ------------------ | -- | - | - | - | - | -- | -- | -- |
|  | 1.   | Sersale            | 15 | 7 | 4 | 3 | 0 | 10 | 4  | +6 |
|  | 2.   | Sambiase           | 15 | 7 | 4 | 3 | 0 | 12 | 7  | +5 |
|  | 3.   | Vigor Lamezia      | 14 | 7 | 4 | 2 | 1 | 10 | 2  | +8 |
|  | 4.   | Locri              | 9  | 7 | 2 | 3 | 2 | 8  | 9  | -1 |
|  | 5.   | Reggiomediterranea | 8  | 7 | 2 | 2 | 3 | 7  | 6  | +1 |
|  | 6.   | Scalea             | 8  | 7 | 2 | 2 | 3 | 7  | 11 | -4 |
|  | 7.   | Palmese            | 4  | 7 | 1 | 1 | 5 | 3  | 9  | -6 |
|  | 8.   | Soriano            | 3  | 7 | 1 | 0 | 6 | 5  | 14 | -9 |

Legenda:
 Ammessa ai play-off.
      Promosso in Serie D.
Regolamento:
Tre punti a vittoria, uno a pareggio, zero a sconfitta.
In caso di arrivo di due o più squadre a pari punti, la graduatoria verrà stilata secondo la classifica avulsa tra le squadre interessate che prevede, in ordine, i seguenti criteri:
- Punti negli scontri diretti.
- Differenza reti negli scontri diretti.
- Differenza reti generale.
- Reti realizzate in generale.
- Sorteggio.

Note:

### Play-off

#### Quarti di finale
|               | Risultati |                    | Luogo e data                 |
| ------------- | --------- | ------------------ | ---------------------------- |
| Sersale       | 1-0       | Soriano            | Sersale, 6 giugno 2021       |
| Sambiase      | 0-0       | Palmese            | Lamezia Terme, 6 giugno 2021 |
| Vigor Lamezia | 4-2       | Reggiomediterranea | Lamezia Terme, 6 giugno 2021 |
| Locri         | 1-1       | Scalea             | Locri, 13 giugno 2021        |

#### Semifinali
|          | Risultati |               | Luogo e data                  |
| -------- | --------- | ------------- | ----------------------------- |
| Sambiase | 1-0       | Vigor Lamezia | Lamezia Terme, 13 giugno 2021 |
| Sersale  | 2-0       | Locri         | Sersale, 16 giugno 2021       |

#### Finale
|         | Risultati |          | Luogo e data            |
| ------- | --------- | -------- | ----------------------- |
| Sersale | 0-1 (dts) | Sambiase | Sersale, 20 giugno 2021 |